# ألبرت بروس
ألبرت بروس هو سياسي أمريكي، ولد في 20 فبراير 1837 في مقاطعة مورغان في الولايات المتحدة، وتوفي في 30 أبريل 1896 في بالفيو في الولايات المتحدة. نشط حزبياً في الحزب الجمهوري. وقد انتخب عضو مجلس نواب واشنطن ‏ (1895 – 1896).